# Chimborazo (province)
Pour les articles homonymes, voir Chimborazo.
Le Chimborazo est une province de l'Équateur créée le 25 juin 1824.

## Géographie
Cette province est située dans la Cordillère des Andes au centre de l'Équateur. Elle couvre une superficie de 6 499 km2. 
Elle est délimitée au nord par la province de Tungurahua, à l'est par la province de Morona-Santiago, au sud par la province de Cañar, au sud-ouest par la province de Guayas et à l'ouest par la province de Bolívar. 
Sa capitale est Riobamba.

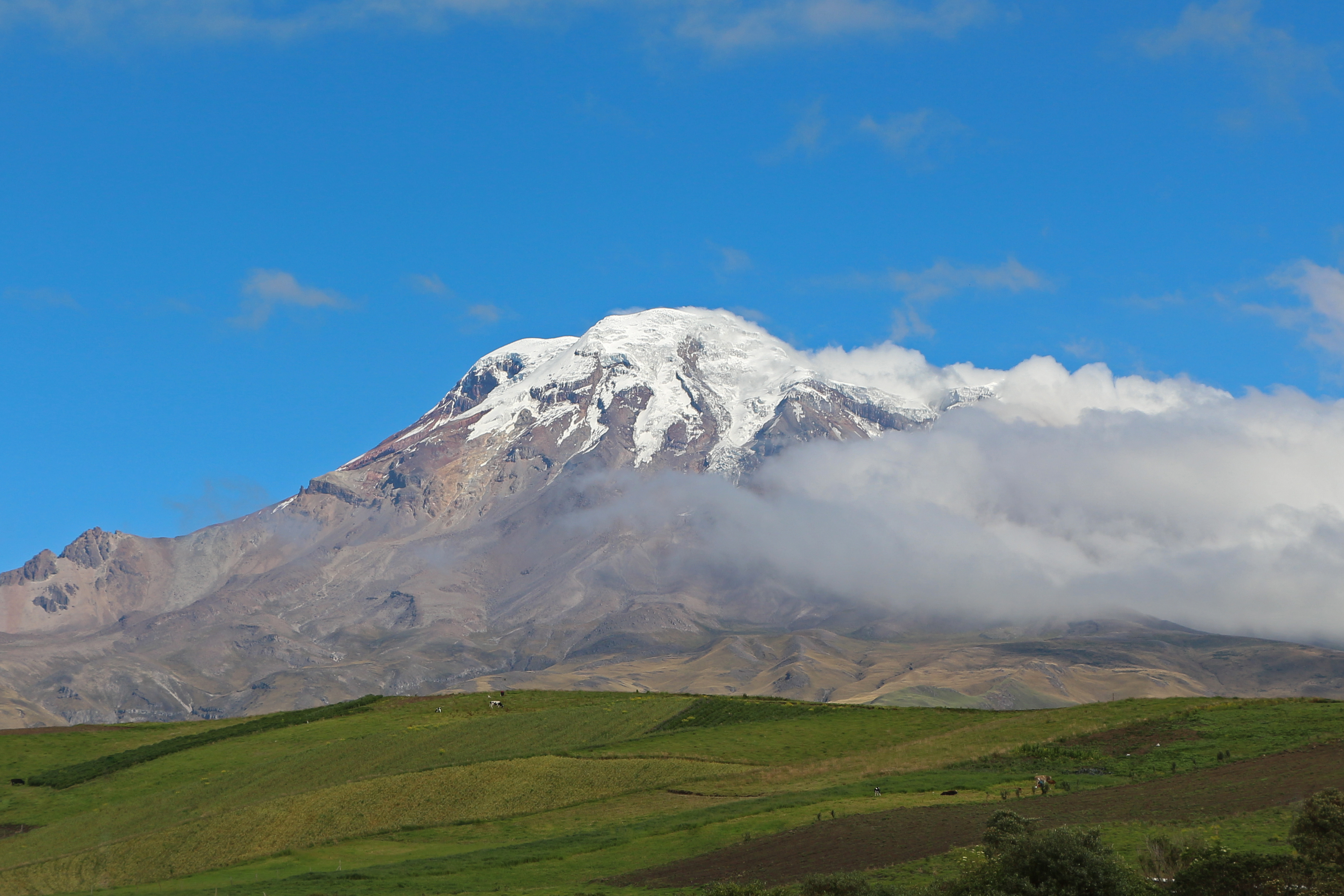
Volcan Chimborazo

La province abrite le volcan Chimborazo qui est également le point culminant de l'Équateur.

### Découpage territorial
La province est divisée en dix cantons :

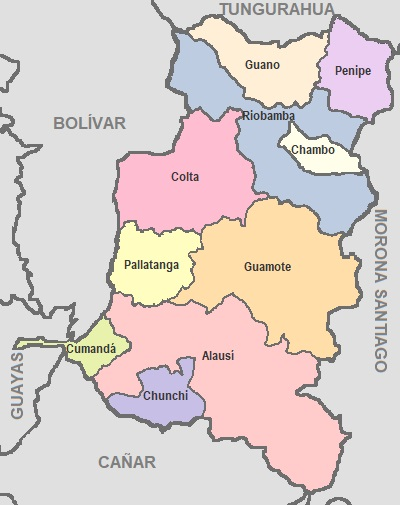
Cantons du Chimborazo.

| Canton     | Superficie (km2) | Population (2010) | Densité (hab./km2) | Chef-Lieu      |
| ---------- | ---------------- | ----------------- | ------------------ | -------------- |
| Alausí     | 1 657            | 44 089            | 26,6               | Alausí         |
| Chambo     | 163              | 11 885            | 72,9               | Chambo         |
| Chunchi    | 273              | 12 686            | 46,5               | Chunchi        |
| Colta      | 836              | 44 971            | 53,8               | Villa La Unión |
| Cumandá    | 159              | 12 922            | 81,3               | Cumandá        |
| Guamote    | 1 221            | 45 153            | 37                 | Guamote        |
| Guano      | 459              | 42 851            | 93,4               | Guano          |
| Pallatanga | 378              | 11 544            | 30,5               | Pallatanga     |
| Penipe     | 366              | 6 739             | 18,4               | Penipe         |
| Riobamba   | 982              | 225 741           | 229,9              | Riobamba       |